# Krubki-Górki
Krubki-Górki – wieś w Polsce położona w województwie mazowieckim, w powiecie wołomińskim, w gminie Poświętne. Ma status sołectwa.

## Historia
Wieś szlachecka Kropki położona była w 1580 roku w powiecie warszawskim ziemi warszawskiej województwa mazowieckiego. W latach 1975–1998 miejscowość administracyjnie należała do województwa siedleckiego.

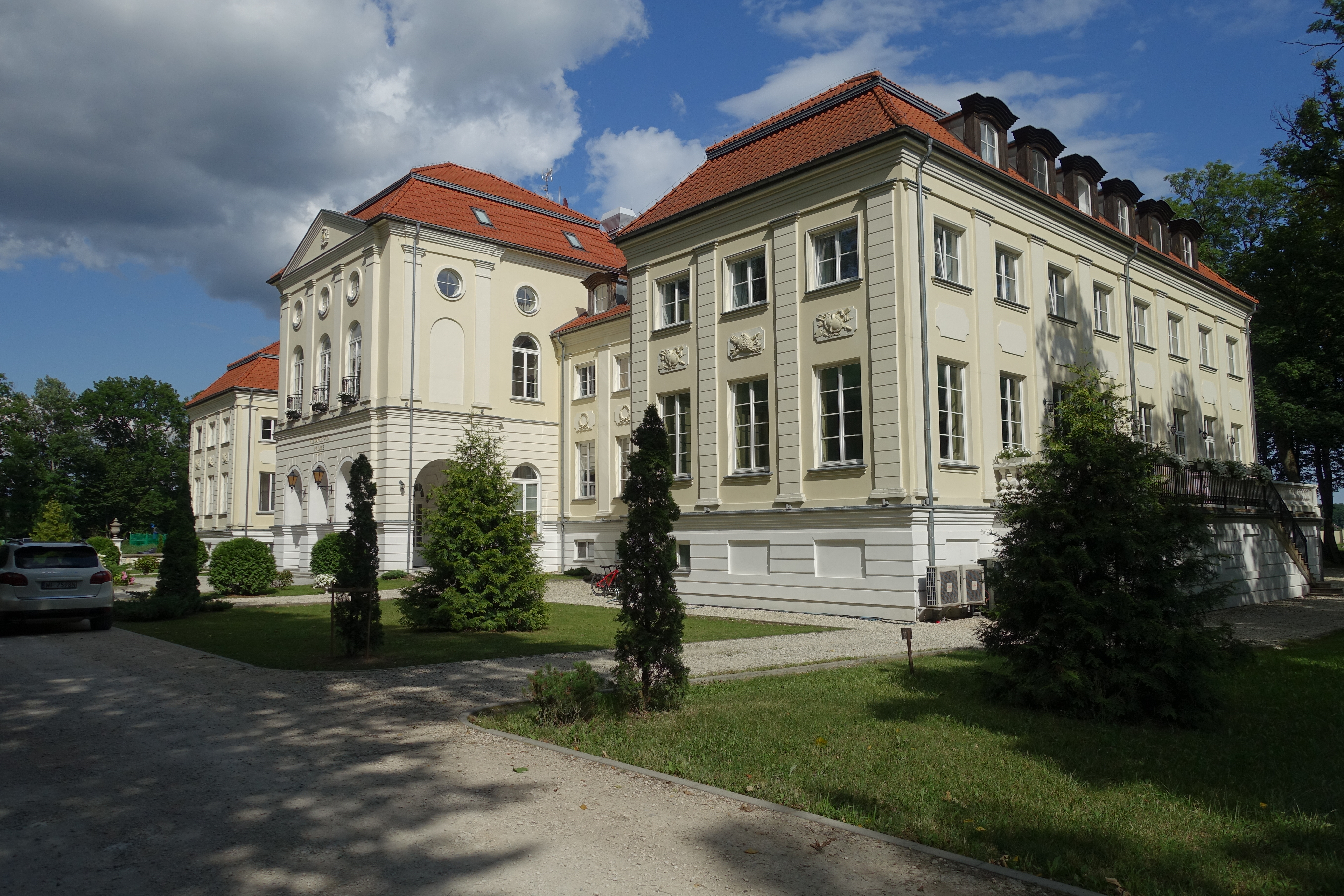
Pałac w Krubkach-Górkach

We wsi znajduje się park krajobrazowy z kolistym stawem założony na przełomie XVIII i XIX w. W parku dwór, niegdyś ruina, został odrestaurowany jako hotel. Dwór z pierwszej połowy XIX wieku należał do Stanisława Grabowskiego – ministra Wyznań Religijnych i Oświecenia Publicznego.
W dniach 27–29 września 1939 r. przebywał w Krubkach major Henryk Dobrzański ps. Hubal. Z pozostałości 102 i 110 Pułku Ułanów sformował on tu oddział w sile 180 ludzi. W rocznicę pobytu płk. Henryka Dobrzańskiego odbywają się uroczystości upamiętniające to wydarzenie.
W miejscowym lesie znajduje się grobowiec, gdzie złożono szczątki ludzkich kości, ofiar II wojny światowej.
Wierni Kościoła rzymskokatolickiego należą do parafii św. Katarzyny w Pustelniku.